# Plaça Major (Sant Feliu Sasserra)
La Plaça Major és una obra del municipi de Sant Feliu Sasserra (Bages) protegida com a bé cultural d'interès local.

## Descripció
Té una estructura rectangular amb poca amplària (uns 12 m). Als dos extrems de la plaça hi desemboquen els següents carrers: per un cantó el carrer Balmes i el carrer de la plaça de Baix i per l'altre el carrer de Sant Pere Almató. La majoria d'edificacions són cases senyorials, però amb molta barreja d'estils. Destaquen els grans arcs de mig punt de tradició renaixentista (núms. 4 i 8), els esgrafiats del núm. 6, la petita capella del núm. 5 i sobretot el casal renaixentista que avui és seu de l'ajuntament. En general són cases fetes de pedra i tenen l'estructura típica de tres plantes (baixos, habitatge i golfes, sovint amb galeries).

## Història
La plaça no coincideix amb el nucli medieval originari del poble, que queda als voltants de l'església. Segurament correspon a una urbanització feta amb tradició renaixentista (segle XVI-XVII) que coincideix amb un moment d'esplendor econòmica del poble, deguda en part a la funció ramadera i a la parairia. Cal recordar que la plaça coincideix amb el lloc de pas d'una de les famoses carrerades que enllaçaven les terres del Lluçanès amb el Pla de Bages. La plaça té un significat especial pel Lluçanès, car allí s'hi trobava la seu del consell i jurats del Lluçanès.